# Federazione calcistica della Namibia
La Federazione calcistica della Namibia (in inglese Namibia Football Association, acronimo NFA) è l'ente che governa il calcio in Namibia.
Fondata nel 1969, si affiliò alla FIFA e alla CAF nel 1992. Ha sede nella capitale Windhoek e controlla il campionato nazionale, la coppa nazionale e la Nazionale del paese.